# Buy (Rússia)

Brasão de Armas

Buy (russo:Буй)) é uma cidade na Oblast de Kostroma,Rússia,que se entende até o rio Kostroma. Sua população é de 27.392 habitantes (censo de 2002).